# A-6206
La A-6206 es una carretera jienense que discurre entre Quesada y Pozo Alcón por el parque natural de Cazorla, Segura y las Villas. Al contrario que la A-315, esta carretera sí se interna en el parque natural, conectando el municipio de Quesada con el puerto de Tíscar, y más puntos del espacio protegido.

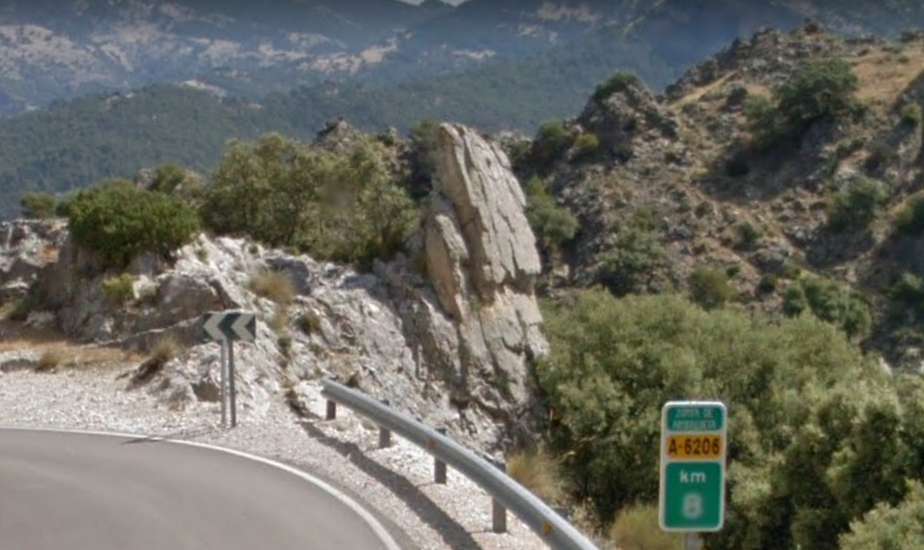
Carretera bajando el puerto de Tíscar, en dirección Quesada.

La carretera no siempre se llamó así. La A-315 originalmente seguía el trazado de la carretera. La densidad de tráfico, la sinuosidad del trazado (unas 300 curvas, barrancos y fuertes pendientes) y las nevadas en invierno (puerto de Tíscar: 1189 m s. n. m.), entre otros factores, hicieron necesaria la construcción de una variante de la A-315. Para ello, se aprovechó parte del itinerario de las antiguas carreteras locales entre Quesada-Huesa-Ceal-Hinojares, que se dibuja por el fondo del valle del río Guadiana Menor y por las faldas del monte Caballo de Quesada.
- Datos: Q111737633
- Multimedia: A-6206 / Q111737633